# Federico Valle
Federico Valle (né en 1880 à Asti, dans le Piémont, en Italie et mort le 25 octobre 1960 à Buenos Aires, en Argentine) est un réalisateur et producteur de cinéma italien.

## Biographie
- Federico Valle fut cadreur et réalisateur de documentaires pour la Lumiere Bros. and the Urban Trading Co.[2]
- Il fut, avec Wilbur Wright, le premier à employer des prises de vues cinématographique aériennes, en 1909 à Centocelle[3] en Italie[2].
- Il est à l'origine des premières actualités[4].

## Filmographie

### En tant queproducteur
- 1917 : Flor de durazno de Francisco Defilippis Novoa
- 1917 : El Apóstol[5] (film perdu) de Quirino Cristiani
- 1921 : Los Hijos de naides d'Edmo Cominetti
- 1922 : Milonguita de José Bustamante
- 1930 : Yira, yira d'Eduardo Morera
- 1930 : Viejo smoking d'Eduardo Morera
- 1930 : Tengo miedo d'Eduardo Morera
- 1930 : Rosas de Otoño d'Eduardo Morera
- 1930 : Padrino Pelado d'Eduardo Morera
- 1930 : Mano a mano d'Eduardo Morera
- 1930 : Enfundá la mandolina d'Eduardo Morera
- 1930 : El Carretero d'Eduardo Morera
- 1930 : La Canción del gaucho de José A. Ferreyra
- 1930 : Canchero d'Eduardo Morera
- 1930 : Añoranzas d'Eduardo Morera
- 1930 : Adiós Argentina de Mario Parpagnoli
- 1943 : Rosas de ontoño de Rosas de otoño

### En tant queréalisateur
- 1924 : Buenos Aires, 1924 (Visionner le film)
- 1924 : La Mujer de medianoche (Visionner le film)
- 1924 : Exposición de la Industria[6],[7]
- 1924 : La Pampa[6]